# Vékás Zoltán
Vékás Zoltán (Kisgalambfalva, 1949. január 4. – Szatmárnémeti, 2010. november 24. ) erdélyi magyar baptista egyházi író, szerkesztő.

## Életútja, munkássága
Székelykeresztúron érettségizett, majd 1967–74 között mint szerszámlakatos dolgozott Brassóban. Ezután Bukarestben elvégezte a Teológiai Szemináriumot s 1978-tól lelkipásztorként szolgált Vajdahunyadon 1990-ig, utána Szatmárnémetiben. Közben 1992–94-ben felső fokú diplomát szerzett az Egyetemi Fokú Baptista Teológiai Intézetben, majd bibliatudományokból mesteri fokozatot a Minneapolisi Central Baptist Theological Seminary tanárai által szervezett zilahi kurzus keretében. 1982-ben, 1988-ban és 1990-ben részt vett a svájci Rüschlikonban szervezett Baptista Teológiai Szemináriumon is.
1990–2003 között a Romániai Magyar Baptista Gyülekezetek Szövetsége hivatalos lapjának, a Szeretetnek a főszerkesztője volt. Cikkei a Szatmári Friss Újságban, a Szatmári Magyar Hírlapban, a Mustármagban, valamint saját lapjában jelentek meg. Tagja a zilahi Missziókerület vezetőségének, valamint a Romániai Magyar Baptista Gyülekezetek Szövetsége Tanácsának.